# Augustówka (rów)
Augustówka – rów wodny w mieście Łodzi, prawy dopływ strugi Olechówki.
Pierwotny obszar źródłowy znajdował się w rejonie wsi Augustów, na wschód od starej Łodzi. Współcześnie rzeka Augustówka wypływa z terenów osiedla Widzew Wschód, na północ od ulicy Zakładowej. Jest to obecnie sztucznie utworzony rów długości 2 km, gdzie zbierana jest woda opadowa przez kanalizację miejską. Na południe od ulicy Zakładowej na rzece ukształtował się niewielki staw o przeznaczeniu retencyjno-technicznym.
Augustówka wpada do Olechówki na wschód od ulicy Tomaszowskiej, po przepłynięciu przez las leżący wzdłuż ulicy Olechowskiej.
Na Mapie Podziału Hydrograficznego Polski z 2007 roku jest zaznaczona jako ciek bezimienny.